# Fundación Ludwig de Cuba
La Fundación Ludwig de Cuba (FLC) es una institución no gubernamental sin fines de lucro ubicada en La Habana, Cuba, creada con la misión de proteger y promover a los artistas cubanos en Cuba e internacionalmente.

## Historia
Después de ver una exposición en Dusseldorf, Alemania de Arte Cubano, los mecenas y coleccionistas de arte alemanes Peter e Irene Ludwig empezaron a interesarse por el arte contemporáneo cubano.Hicieron muchas visitas a Cuba y con Helmo Hernández, como su asesor, formaron una colección excepcional de arte cubano, con artistas como Belkis Ayón Manso, José Braulio Bedia Valdés, Los Carpinteros, Antonio Eligio Fernández, Kcho y Marta Mariá Pérez Bravo. Coleccionistas privados europeos de renombre mundial, los Ludwig querían desarrollar un Museo Ludwig en La Habana, con el apoyo anual de la Fundación Peter e Irene Ludwig ubicada en Aquisgrán, Alemania. La Fundación alemana tiene vínculos con una veintena de museos públicos radicados en Europa y Asia.  Sin embargo, debido a las condiciones durante el Período Especial, fue imposible crearlo por lo que decidieron que una fundación con la misión de proteger y promover a los artistas cubanos en Cuba y en el exterior ayudaría a evitar que los artistas salieran del país. Así el compromiso y la cooperación de Ludwig permitieron a la nueva fundación, primera en América Latina, a responder a las enormes dificultades económicas de la isla, que anteriormente habían provocado la emigración de artistas y el debilitamiento de las instituciones culturales.

## Compromiso
Creada en 1995 como entidad pública autónoma, no gubernamental y sin ánimo de lucro, la Fundación Ludwig de Cuba es hoy en día un centro importante, que ayuda a la protección, preservación y promoción de la obra de artistas cubanos contemporáneos dentro y fuera de Cuba. Está administrado por la Fundación: American Friends of the Ludwig Foundation of Cuba (AFLC), y está dirigido por su actual presidente Helmo Hernández.

## Exposiciones y eventos
Las exposiciones e intercambios culturales de la Fundación han permitido a los artistas cubanos entablar importantes diálogos con sus colegas internacionales. Si en un principio la institución dirigió su mirada hacia las artes visuales, muy pronto se involucró con la experimentación en las artes escénicas. Desde la arquitectura hasta el desarrollo de aplicaciones móviles y desde las lecturas teatrales hasta el diseño gráfico, la Fundación trabaja para educar, promover y proteger el trabajo de los artistas emergentes de Cuba. Organizan exposiciones en su sede como en otros museos como fue el caso de la muestra de Gerardo Rueda en el Convento de San Francisco de La Habana en 1999. En su sede mostraron en 2022 la exposición Vest + Menté del artista suizo cubano Daniel Garbade, comisariado por Nuria Delgado y Alejandro Vega Baró. De esta exposición La Fundación donó diez obras al Museo de Arte de Matanzas en 2024. Entre los artistas expuestas en la Fundación encontramos a María Elena González, José Manuel Fors, Charly Nijensohn y Alberto Sarrain. Roberto Rugerio Guerrero figura como uno de los muchos artistas que recibieron una beca de la Fundación.
En el Primer Festival Nacional de Video Arte en La Habana (2001) organizado por la Fundación participaron artistas internacionales como Glenda León, René Peña,Juan Carlos Alom y Lázaro Saavedra.